# قانون اساسی هفده ماده‌ای
قانون اساسی هفده ماده‌ای (به ژاپنی: 十七条憲法 jūshichijō kenpō) نخستین قانون مدون در تاریخ ژاپن به‌شمار می‌رود. بر اساس نیهون‌شوکی که در سال ۷۲۰ میلادی منتشر شده است، این قوانین توسط شاهزاده شوتوکو تایشی در سال ۶۰۴ میلادی تدوین شده است. این قوانین در زمان سلطنت امپراتریس سویکو تصویب شد. این قوانین بیشتر بر اساس اصول بوداگرایی و کنفسیوس‌گرایی تنظیم شده است و اخلاق و فضائلی شرح داده شده بود که انتظار می‌رفت دولت و مقامات و افراد امپراتور بر پایهٔ آن عمل کنند و در آن امپراتور به عنوان بالاترین مقام نظر گرفته شده بود. قانون اساسی هفده ماده‌ای یکی از اولین اسناد دیکتاتوری اخلاقی در تاریخ به‌شمار می‌رود.

## متن قانون
تمام مرامنامه ۱۷ ماده‌ای الهام گرفته از اصول آیین بودا و کنفوسیوس است.
1. باید به همگنی بگرایید. (از سخنان کنفوسیوس در مکالمات او)
2. با دل و جان آئین بودا را محترم بشمارید.
3. فرمان امپراتور را مقدس بشمارید.
4. دولتمردان باید نیک منش و راست کردار باشند.
5. از شکم بارگی بپرهیزید و در بند مال دنیا نباشید.
6. بدی را کیفر رسانید و خوبی را پاداش دهید.
7. مسئولیت هر کس را دقیق و روشن مشخص سازید.
8. ایمان بنیاد راستی و درستکاری است.
9. خشم را از سر و دل بزدائید.
10. در کارهای بزرگ با سنجش و مشورت‌های بایسته تصمیم بگیرید.

با این رهنمودهای شاهزاده شوتوکو تایشی کوشید تا به خصومت بین خاندان‌های بزرگ پایان دهد.
به‌طور خلاصه محتوای این قانون بدین صورت است:
بالاتر از همه هماهنگی را ارج بگذارید و بر روح نامتعارض احترام گذارید. مردان عاقل حقیقی اندک‌اند و مردم همیشه به حال خودشان واگذاشته می‌شوند. بعضی از افراد که مطیع حاکمانشان نیستند و به والدینشان احترام نمی‌گذارند مردم را گمراه می‌کنند و با نزدیکان خود جدال می‌کنند؛ ولی اگر دولت بتواند که مردم را با یک روح دوستانه جمع کند و تا امور را مورد بحث قرار بدهند و مشکلات را حل و فصل نمایند، حقیقت شناخته خواهد شد و از طرف هر دو دسته مورد قبول واقع خواهد شد و هماهنگی تجدید خواهد شد. این چنین خط سیری هرگز با شکست مواجه نخواهد شد.
با ایمان کامل سه گوهر را یعنی بودا، سمقا (در واقع جماعت بودایی معنی می‌دهد) و دارما (به معنای اصول اساسی هستی فردی یا سماوی در آیین بودا و همچنین به معنی ماهیت و پیروی از طبیعت و وظیفه فردی) را محترم شمار. سرنوشت تمامی مخلوق‌ها با ادراک و خالی از اشتباه برای تمامی مخلوق‌ها و دوستی میان آنهاست. این حکم نمی‌تواند توسط هیچ‌کدام از مردم این جهان فراموش شود. مردم بد واقعاً بسیار اندک اند و می‌توان آن‌ها را ارشاد کرد و تعلیم داد. اما چگونه می‌توان آن‌ها را جدا از آن سه گوهر تعلیم داد و ارشاد کرد؟
دستورهای امپراتوری را محترم شمار. حاکم بمانند آسمان است و اتباع به مانند زمین. آسمان زمین را می‌پوشاند و زمین حامی آسمان است. اگر چهار فصل به آرامی بگذرد هر چیزی به‌خوبی انجام وظیفه خواهد کرد اما اگر زمین درصدد تسلط بر آسمان باشد هر چیزی ریزه ریزه خواهد شد. به همین سبب است که آسمان دستور می‌دهد و زمین فرمانبردار است و به همین علت است که حاکم دستور می‌دهد و اتباع پیروی می‌نمایند. از این سبب هر تابعی باید دستورهای امپراتور را محترم شمارد. اگر چنین نباشد اغتشاش خواهد شد.